# Leucas chinensis
Leucas chinensis là một loài thực vật có hoa trong họ Hoa môi. Loài này được (Retz.) R.Br. ex Sm. mô tả khoa học đầu tiên năm 1812.